# 30444 Shemp
30444 Shemp este un asteroid din centura principală de asteroizi.

## Descriere
30444 Shemp este un asteroid din centura principală de asteroizi. A fost descoperit pe 5 iulie 2000 la Reedy Creek de John Broughton. El prezintă o orbită caracterizată de o semiaxă mare de 2,77 ua, o excentricitate de 0,17 și o înclinație de 8,0° în raport cu ecliptica.